# Lymphotoxine alpha
La lymphotoxine α (LT α), ou facteur de nécrose tumorale β (TNF β), est une protéine codée chez l'homme par le gène LTA,, situé sur le chromosome 6. Elle agit contre la prolifération cellulaire et induit la destruction des cellules tumorales. Sa nature cytotoxique lui confère un ensemble de rôles importants dans la régulation du système immunitaire selon la forme sous laquelle elle est sécrétée. Contrairement aux autres facteurs de nécrose tumorale, la lymphotoxine α n'existe que sous forme d'homotrimère soluble, et n'est présente à la surface de la cellule que sous forme d'hétérotrimère avec la lymphotoxine β.
La lymphotoxine α joue un rôle important dans la maintenance du système immunitaire, notamment le développement des organes lymphoïdes secondaires,. L'absence de cette protéine conduit à l'interruption du développement de l'appareil digestif, empêche le développement des plaques de Peyer et aboutit à la désorganisation de la rate.
En tant que molécule de signalisation cellulaire, la lymphotoxine α intervient dans les processus de survie cellulaire, de prolifération, de différenciation et d'apoptose. Elle joue un rôle important dans la régulation du système immunitaire inné et on a montré que sa présence limite la croissance des tumeurs et détruit les lignées de cellules cancéreuses. À l'inverse, l'expression non régulée de la lymphotoxine α peut conduire à l'activation permanente de la voie de signalisation, d'où prolifération cellulaire non contrôlée et formation de tumeurs. Cette protéine peut donc, selon les circonstances, prévenir le développement de cancers ou, au contraire, favoriser la croissance de tumeurs. De plus, ses effets dépendent des organes, des types de cellules cancéreuses, de l'environnement, du sexe du patient, et de la durée de l'effet lors d'une réponse immunitaire,.